# 미샤엘 스벤손
미샤엘 렌나르트 스벤손(스웨덴어: Michael Lennart Svensson, 1975년 11월 25일 ~ )은 스웨덴의 전직 프로 축구 선수로, 센터백으로 활약했다. 그는 1995년부터 2013년까지 IFK 베르나모, 할름스타드, 트루아, 사우샘프턴을 대표했다. 1999년부터 2003년까지 국가대표로 활약한 그는 스웨덴 국가대표팀에서 25경기에 출전했으며, 2002년 FIFA 월드컵에 출전했던 팀의 일원이었다.

## 구단 경력

### 트루아
그는 2001년에 프랑스 클럽 트루아로 이적하여 그의 유일한 시즌 동안 클럽이 리그 1에서 7위를 차지하는 데 기여했다. 2002년 6월 25일, 스벤손은 프리미어리그 클럽 사우샘프턴과 2백만 파운드에 계약했다.

### 사우샘프턴
스벤손은 2002년 FIFA 월드컵에서 스웨덴 국가대표팀의 일원이 된 직후 사우샘프턴에 도착했다. 그는 즉시 클라우스 룬데크밤과 수비진의 중심에서 라포를 형성했다. 그는 거친 태클을 하는 선수로, 말도 안 되는 중앙 수비수는 아니지만 수비에서 공을 치고 공격에서 도움을 주기 위해 전진하는 것을 좋아한다. 팬들과 언론 모두에게 그의 별명은 "킬러"이다.
스벤손은 2003년 5월 11일, 메인 로드에서 사우샘프턴이 1-0으로 승리한 경기에서 마지막으로 경쟁 골을 넣는 영예를 안았다.

## 국가대표팀 경력
그는 1999년 8월 17일, 오스트리아를 상대로 스웨덴 국가대표팀에 데뷔했다. 그는 2002년 FIFA 월드컵에서 스웨덴 국가대표팀의 일원이었으며, 경기에 출전하지 못했다. 그는 국가대표로 25경기에 출전했다. 처음에는 스웨덴의 UEFA 유로 2004 국가대표팀에 이름을 올렸지만 부상으로 인해 기권해야 했고, 알렉산데르 외스틀룬이 그 자리를 대신하게 되었다.